# 皮亚萨布苏
皮亚萨布苏是巴西阿拉戈斯州的一个市镇。总面积 239.99平方公里，总人口16485人，人口密度68.7人/平方公里。